# Norah Lange
Norah Lange (Buenos Aires, 23 de octubre de 1905-Ibid., 4 de agosto de 1972), seudónimo de Berta Nora Lange, fue una novelista y poeta argentina de vanguardia, vinculada primero al Grupo Martín Fierro, especialmente con Jorge Alis y luego al Grupo Proa de Leopoldo Marechal.

## Biografía
Hija del noruego Gunnar Lange y de Berta Erfjord, porteña de padre noruego y madre irlandesa, fue la cuarta de seis hijos. Llamativa por su condición de pelirroja, se destacaba por su audacia para irrumpir en ámbitos hasta entonces reservados a los varones.
Se le supone un amor juvenil con Jorge Luis Borges, quien prologó su primer libro La calle de la tarde (1925) y de Leopoldo Marechal que la inmortalizó en Adán Buenosayres como Solveig Amundsen.
Publicó las novelas Voz de vida (1927), 45 días y 30 marineros (1933), Personas en la sala (1950)  y Los dos retratos (1956).
En 1937 escribió su libro en prosa Cuadernos de Infancia, que mereció el primer Premio Municipal y segundo Premio Nacional de Literatura, y en 1944 escribió Antes que muera, un libro de memorias, continuación de aquel.
En 1943 se casó con el poeta Oliverio Girondo, después de más de diez años de convivencia.
En 1958 recibió el Gran Premio de Honor y Medalla de Oro otorgado por la Sociedad Argentina de Escritores (SADE).
Al momento de morir, en 1972 , ella estaba escribiendo la novela El cuarto de vidrio.
Leonor Silvestri describe del siguiente modo la escritura de Norah Lange:

Su literatura logra reacomodar la realidad en constelaciones personales, ritualizar lo insignificante (“Sólo acudió el salero que conocía desde mi niñez, la canilla reluciente donde mi cara se repetía boca abajo, el vidrio roto de una ventana que, durante las noches de viento, repetía una palabra parecida al comienzo de una frase misteriosa”), casas y recuerdos que dan cuenta de la necesidad de poner orden (“No me dejes sola frente a los ceniceros, a la mesa, a los libros abiertos, al ajedrez en su estuche, porque todo está allí esperando tu ausencia para vigilar mi asombro”), dar vida propia al lenguaje e incorporar sin tabúes o inútiles dramatismos la muerte y apropiársela desde esa dimensión íntima, nunca vista como una conmoción inaceptable sino como un detalle trascendente de la condición humana que permite reflexionar –tanto a sus narradoras como a sus lectores– acerca de la privacidad.

## Obra
Novela
- Voz de la vida (1927)
- 45 días y 30 marineros (1933)
- Personas en la sala (1950)
- Los dos retratos (1956)

Poesía
- La calle de la tarde (1925), con prólogo de Jorge Luis Borges.
- Los días y las noches (1926)
- El rumbo de la rosa (1930)

Memorias
- Cuadernos de infancia (1937)
- Antes que mueran (1944)

Discursos
- Discursos (1942)
- Estimados congéneres (1968)
- Obras completas, en dos tomos, Rosario (Argentina): Beatriz Viterbo, 2006.